# (95024) Ericaellingson
(95024) Ericaellingson est un astéroïde de la ceinture principale.

## Description
(95024) Ericaellingson est un astéroïde de la ceinture principale. Il fut découvert le 8 janvier 2002 à Cima Ekar par le programme Asiago-DLR Asteroid Survey. Il présente une orbite caractérisée par un demi-grand axe de 2,35 UA, une excentricité de 0,05 et une inclinaison de 8,3° par rapport à l'écliptique.

## Compléments